# Isothrix orinoci
Espèce
Isothrix orinoci est une espèce de rongeurs de la famille des Echimyidae qui comprend des « rats épineux ».
Cette espèce a été décrite pour la première fois en 1899 par le zoologiste britannique Michael Rogers Oldfield Thomas (1858-1929).
En 2005, Louise Emmons révise la taxinomie du genre Isothrix et considère orinoci - traditionnellement traité comme une sous espèce de I.bistriata (Isothrix bistriata orinoci) - comme suffisamment différencié pour mériter le statut d'espèce à part entière : Isothrix orinoci.
Synonyme : sous-espèce Isothrix bistriata orinoci